# Gabicce Mare
Gabicce Mare é uma comuna italiana da região dos Marche, Província de Pesaro e Urbino, com cerca de 5.346 habitantes. Estende-se por uma área de 4 km², tendo uma densidade populacional de 1337 hab/km². Faz fronteira com Cattolica (RN), Gradara, Pesaro.

## Cidades geminadas
- «Oetigheim». , desde 1999
- Centro de Bruxelas, desde 2003
- «Eguisheim». , desde 2007